# Línea 63 (Maldonado)
La línea 63 fue una línea de transporte del departamento de Maldonado, Uruguay. Unía Maldonado con la localidad de La Capuera.

## Ruta
Este servicio pasaba por las siguientes paradas, tanto a la ida como a la vuelta:
Terminal Maldonado, Antonio Ledesma, Rafael Pérez Del Puerto, Ituzaingó, Avda. Joaquín De Viana, Ipiringa, Hospital Maldonado, Avda. Lavalleja, Cigüeñas, Avda. Lussich, Mesina, Bolonia, Juan José Muñoz, Villa Delia, Las Garzas, Camino A Lapataia, Paso Marrero, L'Aldea, Zannoni, Camping Punta Ballena, Hospital Marítimo, Parada 45 Mansa, Parada 46 Mansa, Las Grutas, Lomo De La Ballena, Solanas, Ancap Ruta 12, Km 117 Ruta Interbalnearia, Laguna Del Sauce, Tío Tom, Villa Militar, Batallón De Ingenieros Nº 4, Aeropuerto Laguna Del Sauce, Km 112,5 Ruta Interbalnearia, Ocean Park, Km 111 Ruta Interbalnearia, El Pejerrey, La Capuera.